# Michael Hedges
Michael Hedges (31 december, 1953 - 2 december, 1997) was een Amerikaanse New age componist en gitarist, geboren in Enid, Oklahoma, overleden aan de gevolgen van een auto-ongeluk. Zijn meest invloedrijke album is de met een Grammy genomineerde Aerial Boundaries uit 1984. Hij is bekend geworden door zijn innovatief gitaarspel, zoals het simultaan 'plukken' van de snaren aan beide einden van de gitaarhals. In 1998, enkele maanden na zijn dood, won hij een postume Grammy voor het album Oracle.
Zijn muzikale opleiding bestond grotendeels uit moderne 20e-eeuwse compositie. Hij luisterde naar Martin Carthy, John Martyn en The Beatles, maar zijn benadering van compositie had veel te danken aan Igor Stravinsky, Edgard Varèse, Anton Webern en Steve Reich, naast experimentele componisten zoals Morton Feldman. Hij zag zichzelf als een componist die gitaar speelde, in plaats van een gitarist die muziek componeerde. Hij werd vaak gecategoriseerd als een new-age muzikant vanwege zijn associatie met Windham Hill.

## Discografie

### Studiolbums
- Breakfast in the Field, 1981
- Aerial Boundaries Windham Hill, 1984
- Watching My Life Go By, 1987
- Taproot Windham Hill, 1990
- Princess Scargo & The Birthday Pumpkin, 1994
- Road to Return, 1994
- Oracle, 1996
- Torched, 1999
- Beyond Boundaries: Guitar Solos, 2001